# 小口裂腹魚
小口裂腹鱼（学名：Schizothorax microstomus）为輻鰭魚綱鯉形目鲤科裂腹鱼属的其中一種，該物種分布於中國雲南省寧蒗縣瀘沽湖，體長可達25.3公分，棲息在淡水流域。

## 扩展阅读
維基物種上的相關：小口裂腹鱼